# T.C.
| Recensione | Giudizio |
| ---------- | -------- |
| AllMusic   |          |

T.C. è il primo album solista del tastierista statunitense Tom Coster, pubblicato dalla casa discografica Fantasy Records nel novembre del 1981 .

## Tracce

### LP
Lato A
Testi e musiche di Tom Coster, eccetto dove indicato.
1. Fantasy Lady – 4:48 (testo: Jeffrey Nead – musica: Tom Coster)
2. You Said... – 3:17 (Randy Jackson)
3. Magical Moments – 4:27
4. I Give My Heart to You – 6:35

Lato B
Testi e musiche di Tom Coster, eccetto dove indicato.
1. Angels Have Wings – 2:50
2. One Woman Man – 4:00 (testo: Jeffrey Nead – musica: Tom Coster)
3. The Dragon – 2:54
4. The Prince – 3:12
5. Can't You Stand It! – 3:40
6. Ciao – 3:48

## Formazione
- Tom Coster – tastiere, Linn-1 drum machine programming
- Joaquin Lievano – chitarra
- Randy Jackson – basso
- Steve Smith – bateria

Con
- Davey Pattison – voce (nei brani: "Fantasy Lady" e "One Woman Man")
- Jeff Richman – chitarra ritmica (nei brani: "You Said..." e "One Woman Man")

Note aggiuntive
- Tom Coster e Phil Kaffel – produttori
- Registrazioni, mixaggio e masterizzazione effettuato al "Fantasy Studios", Berkeley (California)
- Phil Kaffel – ingegnere delle registrazioni
- Danny Kapelson e Tom Coster – assistenti ingegnere delle registrazioni
- Mastering di George Ham
- John Paul Jones – design e foto copertina album
- Phil Bray – foto retrocopertina album [3]